# Torneo WTA de San Petersburgo 2018
El St. Petersburg Ladies Trophy 2018 fue un evento de tenis de la WTA Premier que se disputó en cancha dura bajo techo en el Sibur Arena en San Petersburgo (Rusia) desde el 29 de enero hasta el 4 de febrero de 2018.

## Distribución de puntos
| Modalidad           | Campeona | Finalista | Semifinales | Cuartos de final | 2.ª ronda | 1.ª ronda | Clasificadas | 3.ª ronda de clasificación | 2.ª ronda de clasificación | 1.ª ronda de clasificación |
| Individual femenino | 470      | 305       | 185         | 100              | 55        | 1         | 25           | 18                         | 13                         | 1                          |
| Dobles femenino     | 470      | 305       | 185         | 100              | -         | 1         | -            | -                          | -                          | -                          |

## Cabezas de serie

### Individuales femenino
| Tenista                   | Ranking | Preclasificada |
| Caroline Wozniacki        | 2       | 1              |
| Jeļena Ostapenko          | 7       | 2              |
| Caroline Garcia           | 8       | 3              |
| Kristina Mladenovic       | 11      | 4              |
| Julia Görges              | 12      | 5              |
| Anastasiya Pavliuchenkova | 18      | 6              |
| Yelena Vesnina            | 19      | 7              |
| Daria Kasatkina           | 25      | 8              |

- Escalafón del 22 de enero de 2018.[2]

### Dobles femenino
| Tenista                          | Ranking | Preclasificada |
| Gabriela Dabrowski Xu Yifan      | 29      | 1              |
| Raquel Atawo Anna-Lena Grönefeld | 55      | 2              |
| Nicole Melichar Květa Peschke    | 57      | 3              |
| Darija Jurak Renata Voráčová     | 86      | 4              |

## Campeones

### Individual femenino
Petra Kvitová venció a  Kristina Mladenovic por 6-1, 6-2

### Dobles femenino
Timea Bacsinszky /  Vera Zvonareva vencieron a  Alla Kudryavtseva /  Katarina Srebotnik por 2-6, 6-1, [10-3]